# Charlotte Østervang
Charlotte Østervang (født 1970), er en dansk international fotograf, journalist og forfatter, bosiddende i New York anno 2009.
Østervang er uddannet på en fotoskole i Prag og har suppleret sin uddannelse med et årskursus på International Center of Photography i New York.

## Udstillinger
Udover adskillige udstillinger i New York City har Østervang tidligere udstillet på:
- Gallery Pablos Birthday
- Palais de Nations at United Nations, Geneve
- Kunstnernes Efterårsudstilling/ Den FrieUdstillingsbygning, København.

## Priser og udmærkelser
- Palle Fogtdals Fotografpris
- Vinderbillede I konkurrencen Image06 (American Society of Media Photographers)
- Førsteprisen i konkurrencen i Gordon Parks International Photography Competition 2006
- Årets Pressefoto 2007